# 課外教授
『課外教授』（かがいきょうじゅ、原題∶Pretty Maids All in a Row）は、1971年のアメリカ合衆国の映画。ロジェ・ヴァディム監督の作品で、出演はロック・ハドソン、アンジー・ディキンソン、テリー・サバラスなど。

## ストーリー
オーシャンフロント高校の個人指導係タイガー（ロック・ハドソン）は、ハンサムな中年教師。彼は完全防音の指導室で、悩める女子高生相手に指導をしている。ある日、校内の男子トイレで、一人の女子生徒が殺された。警察が捜査するも手がかりは見つからず、第2、第3の被害者が出る。

## キャスト
| 役名                 | 俳優                         | 日本語吹替                     |
| 役名                 | 俳優                         | 東京12ch版                     |
| -------------------- | ---------------------------- | ------------------------------ |
| タイガー             | ロック・ハドソン             | 小林清志                       |
| ミス・スミス         | アンジー・ディキンソン       | 沢田敏子                       |
| サーチャー警部       | テリー・サバラス             | 森山周一郎                     |
| 学生ポンス           | ジョン・デヴィッド・カーソン | 田中秀幸                       |
| 校長                 | ロディ・マクドウォール       | 徳丸完                         |
| 警察署長             | キーナン・ウィン             | 藤本譲                         |
| 刑事                 | ジェームズ・ドゥーハン       | 立壁和也                       |
| 保安官助手           | ウィリアム・キャンベル       | 宮下勝                         |
| 学生イボンヌ         | ジョアンナ・キャメロン       | 芝田清子                       |
| ミス・クレイマイマー | スーザン・トルスキー         | 原えおり                       |
| 学生ヒルダ           | エイミー・エックルズ         | 鈴木れい子                     |
|                      |                              |                                |
| 演出                 | 演出                         | 水本完                         |
| 翻訳                 | 翻訳                         | 水垣良                         |
| 効果                 |                              |                                |
| 調整                 |                              |                                |
| 制作                 | 制作                         | ザック・プロモーション         |
| 解説                 |                              |                                |
| 初回放送             | 初回放送                     | 1976年3月18日 『木曜洋画劇場』 |

## スタッフ
- 監督：ロジェ・ヴァディム
- 製作：ジーン・ロッデンベリー
- 脚本：ジーン・ロッデンベリー
- 撮影：チャールズ・ロッシャー・Jr
- 編集：ビル・ブラーム
- 音楽：ラロ・シフリン
- 原作：フランシス・ポリーニ